# Alfonso Portillo
Pour les articles homonymes, voir Portillo (homonymie).
Alfonso Antonio Portillo Cabrera, né le 24 septembre 1951 à Zacapa, est un homme d'État guatémaltèque, président de la République de 2000 à 2004. Il prend ses fonctions le 14 janvier 2000, représentant le Front républicain guatémaltèque (FRG). Le parti est dirigé par le général en retraite et ancien dirigeant militaire Efraín Ríos Montt.
Faisant l'objet d'une enquête pour corruption au Guatemala, il perd son immunité et s'enfuit en 2005 au Mexique, avant d'être extradé dans son pays en octobre 2008, demeurant libre en l'attente de son procès. Inculpé par un tribunal des États-Unis, il est arrêté au Guatemala le 24 janvier 2010, accusé de détournement de fonds et de blanchiment d'argent pendant son mandat, portant sur des dizaines de millions de dollars.
Extradé vers les États-Unis le 24 mai 2013 il est incarcéré dans la prison fédérale de Manhattan et comparaît le 28 mai 2013 devant un juge fédéral new-yorkais. Il est accusé d'avoir détourné 70 millions de dollars de fonds publics. Il invoque l'illégalité de la procédure dont il fait l'objet.
Le 22 mai 2014, il est condamné par un tribunal de New York à 5 ans et 10 mois de prison. Il admet pendant le procès avoir touché 2,5 millions de dollars de pots-de-vin de Taïwan et avoir également blanchi de l'argent sale dans des banques américaines.

## Biographie
Alfonso Portillo est né à Zacapa en 1951. Il a obtenu ses diplômes universitaires au Mexique. Il aurait obtenu un diplôme en sciences sociales de l'université autonome de Guerrero (UAG) à Chilpancingo (Guerrero) et un doctorat de l'université nationale autonome du Mexique (UNAM) à Mexico.
Au cours des années 1980, il a enseigné les sciences politiques à l'université de Chilpancingo. Pendant ce temps, Portillo a abattu deux étudiants. Il a par la suite affirmé qu'il avait tiré sur les étudiants en légitime défense. Ses opposants politiques ont toutefois affirmé qu'il avait tué les deux étudiants non armés lors d'une « bagarre dans un bar ». Il n'a jamais été inculpé de la fusillade et, en 1995, un juge mexicain a déclaré l'affaire « inactive ».
En 1989, Portillo rentre au Guatemala et rejoint le Parti social-démocrate, puis le Parti démocrate-chrétien. En 1992, il a été nommé directeur de l'Institut guatémaltèque de sciences sociales et politiques (IGESP), poste qu'il a occupé jusqu'en 1994. Il est devenu secrétaire général du GCoZA en 1993 et élu à l'un de leurs députés en 1994, puis à la tête de leur bureau. groupe au Congrès. Au cours de cette période, il est également devenu conseiller éditorial de Siglo Veintiuno, l'un des deux quotidiens les plus vendus.